# Ніжинка (Казахстан)
Ні́жинка (каз. Нежин) — село у складі району імені Габіта Мусрепова Північноказахстанської області Казахстану. Адміністративний центр Ніжинського сільського округу.
Населення — 1206 осіб (2021; 1253 у 2009, 1409 у 1999, 1400 у 1989).
Національний склад станом на 1989 рік:
- росіяни — 51 %.